# Người Anh-Ấn
Người Anh-Ấn là người lai giữa người Anh và người Ấn Độ hoặc những người nguồn gốc Anh sinh ra và sống trên tiểu lục địa Ấn Độ hay Myanmar. Những người Anh sống ở Ấn Độ dùng từ "Eurasians" để chỉ người lai giữa châu Âu và Ấn Độ. Cộng đồng Anh-Ấn Độ hiện tại là một cộng đồng thiểu số nhỏ riêng biệt nguồn gốc ở Ấn Độ. Tổ tiên người Anh-Ấn Độ thông thường được truyền bên nội.
Từ điển Oxford định nghĩa Người Anh-Ấn là người lai giữa bố mẹ người Anh và Ấn Độ hoặc người gốc Ấn nhưng sinh ra hoặc sống ở Anh, hoặc người gốc Anh nhưng sinh ra hoặc sống hay có thời gian dài sống ở Ấn Độ.